# فرانسه ویشی
دولت فرانسه ویشی به حکومت فرانسه بین ۱۹۴۰ (شکست از آلمان نازی) تا ۱۹۴۴ (آزادسازی فرانسه توسط متفقین و نیروهای مقاومت) به رهبری مارشال پتن گفته می‌شود که بر بخش جنوبی اشغال نشده و مناطقی از مستعمرات فرانسه تسلط داشت. پس از جنگ، مارشال پتن به جرم خیانت به کشور به اعدام محکوم شد که این حکم توسط مارشال دو گل تبدیل به حبس ابد شد.
در سال ۱۹۴۰ با توجه به بحرانی بودن وضعیت تعداد زیادی از سران ارتش و دولت به بریتانیا گریخته بودند و اگر مقاومت از سوی فرانسوی‌ها ادامه می‌یافت، عواقب بسیار بدی در پی می‌داشت. پس از آن که آلبر لبرن رئیس‌جمهور فرانسه، مارشال پتن را به‌عنوان نخست‌وزیر منصوب کرد، او به نمایندگان نظامی دولت فرانسه دستور داد که قرارداد صلحی را با آلمانی‌ها در ۲۲ ژوئن ۱۹۴۰ امضا کنند. متعاقباً پتن با دریافت آزادی عمل و قدرت کامل از طرف مجمع ملی فرانسه در ۱۰ ژوئیه همان سال با انحلال جمهوری سوم فرانسه دست به تشکیل دولت خود زد.
برخی از اقدامات دولت فیلیپ پتن طبق قوانینی که در نتیجه مذاکره با آلمان وضع شد:
1. حمایت گسترده مالی از آلمان نازی (در قالب غرامت و کمک به مبارزه علیه بلشویسم)
2. قوانین ضدیهودی در سراسر فرانسه و مستعمراتش وضع شد که یهودیان را از زندگی اجتماعی محروم کرد
3. عدم همکاری فرانسه با متفقین
4. حق حضور نظامی آلمان و بهره‌برداری همه‌جانبه از شمال فرانسه از جمله پاریس
5. فرانسه از پیشرفت و دستاوردهای جدید نظامی محروم شده و حتی حق استفاده از نیروی دریایی‌اش را نداشت و باید کشتی‌ها را در بنادر نگه می‌داشت
6. هر تغییر در ساختار نیروهای مسلح باید با اذن و دخالت آلمان انجام می‌شد

نظام ویشی سیاست بی‌طرفی را انتخاب کرد با این وجود طولی نکشید که بریتانیا به بمباران شهرهای تحت حکمرانی این نظام پرداخت از جمله بمباران بندر مرسی الکبیر در شمال آفریقا (که موجب خسارات و تلفات سنگینی برای نیروی دریایی فرانسه شد).
از سال ۱۹۴۰ تا ۱۹۴۲ فرانسه ویشی اسماً حاکم تمامی مناطق کشور (به‌جز آلزاس و لورن) بود درحالی‌که مناطق شمالی در اشغال نظامی ارتش آلمان نازی قرار داشت. با این وجود که ظاهراً پایتخت این دولت پاریس بود اما تصمیم گرفته شد پایتخت به ویشی در ۳۶۰ کیلومتری جنوب مناطق اشغالی منتقل شود. با ورود نیروهای متفقین به سواحل شمال آفریقا در نوامبر ۱۹۴۲، تمامی مناطق جنوبی فرانسه نیز به اشغال نیروهای آلمانی و ایتالیایی درآمد؛ با این حال که پتن و نظام دست‌نشانده‌اش همچنان در شهر ویشی به‌عنوان دولت ظاهری فرانسه باقی ماندند. دولت ویشی تا پایان جنگ تنها روی کاغذ به‌عنوان دولت فرانسه به حیات خود ادامه داد درحالی‌که تمامی مناطق فرانسه تا سال ۱۹۴۴ توسط متفقین آزاد شده بود.